# Liste der Biografien/Hic
Liste der Biografien |
Portal Biografien |
Personensuche
# |
A |
B |
C |
D |
E |
F |
G |
H |
I |
J |
K |
L |
M |
N |
O |
P |
Q |
R |
S |
T |
U |
V |
W |
X |
Y |
Z |
?
 
Ha |
Hd |
He |
Hi |
Hj |
Hk |
Hl |
Hm |
Hn |
Ho |
Hr |
Hs |
Ht |
Hu |
Hv |
Hw |
Hy
 
Hia |
Hib |
Hic |
Hid |
Hie |
Hif |
Hig |
Hih |
Hii |
Hij |
Hik |
Hil |
Him |
Hin |
Hio |
Hip |
Hir |
His |
Hit |
Hiv |
Hiw |
Hix |
Hiy |
Hiz
Die Liste der Biografien führt alle Personen auf, die in der deutschsprachigen Wikipedia einen Artikel haben. Dieses ist eine Teilliste mit 202 Einträgen von Personen, deren Namen mit den Buchstaben „Hic“ beginnt.

## Hic
- Hic, Marcel (1915–1944), französischer Trotzkist, Sekretär der Parti ouvrier internationaliste

### Hice
- Hice, Freddie, US-amerikanischer Stuntman, Stunt-Koordinator, Second Unit-Regisseur und Schauspieler
- Hice, Jody (* 1960), US-amerikanischer Politiker

### Hich
- Hichens, Robert (1882–1940), britischer Seemann und Quartiermeister der RMS TitanicRobert Hichens (1882–1940)

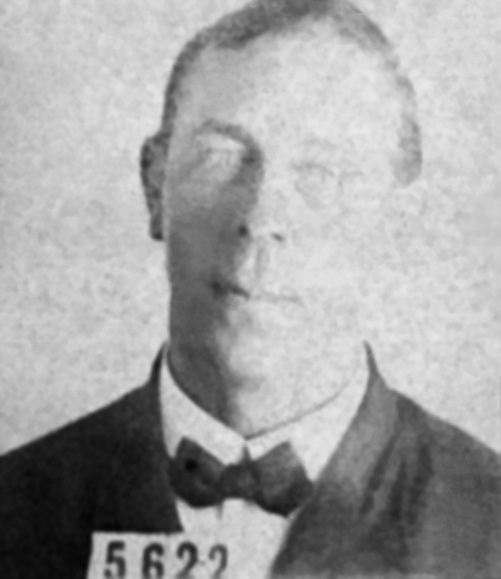
Robert Hichens (1882–1940)

- Hichilema, Hakainde (* 1962), sambischer Politiker
- Hichkas (* 1985), iranischer Rapper
- Hichtum, Nienke van (1860–1939), niederländische Autorin und Übersetzerin

### Hick
- Hick, Bruce (* 1963), australischer Leichtgewichts-Ruderer
- Hick, Doris (* 1966), österreichische Schauspielerin
- Hick, Eddie (* 1987), britischer Jazzmusiker (Schlagzeug)
- Hick, Georg (1829–1872), deutscher Dichter, Autor, Schriftsteller und Dramatiker
- Hick, Jochen (* 1960), deutscher Filmregisseur und Filmproduzent
- Hick, John (1922–2012), britischer presbyterianischer Theologe und Religionsphilosoph
- Hick, Peter (* 1946), deutscher Stuntman, Schauspieler, Intendant und Theaterleiter
- Hick, William Edmund (1912–1974), britischer Kognitionswissenschaftler
- Hickam, Homer (* 1943), US-amerikanischer Ingenieur und Schriftsteller
- Hickcox, Charles (1947–2010), US-amerikanischer Schwimmer
- Hickel, Anton (1745–1798), böhmischer Maler
- Hickel, Charles (1848–1934), deutscher Schreiner, Händler und Politiker (SPD), MdR
- Hickel, Erika (1934–2020), deutsche Wissenschaftshistorikerin und Politikerin (Die Grünen), MdB
- Hickel, Giselher (* 1943), deutscher evangelischer Pfarrer und Theologe
- Hickel, Hal T., US-amerikanischer Filmtechniker
- Hickel, Jason (* 1982), britisch-eswatinischer Anthropologe und Hochschullehrer
- Hickel, Johann Carl (1811–1855), österreichischer Dramatiker, Lyriker und Librettist
- Hickel, Joseph (1736–1807), österreichischer Porträtmaler
- Hickel, Matthias (* 1947), deutscher Maler und Grafiker
- Hickel, Reinhard (* 1955), deutscher Zahnmediziner, Hochschullehrer an der Ludwig-Maximilians-Universität
- Hickel, Rudolf (* 1942), deutscher Wirtschaftswissenschaftler
- Hickel, Walter (1919–2010), US-amerikanischer Politiker
- Hickel, Werner (* 1967), deutscher Germanist und Autor
- Hickelsberger-Füller, Julia (* 1999), österreichische FußballspielerinJulia Hickelsberger-Füller (* 1999)

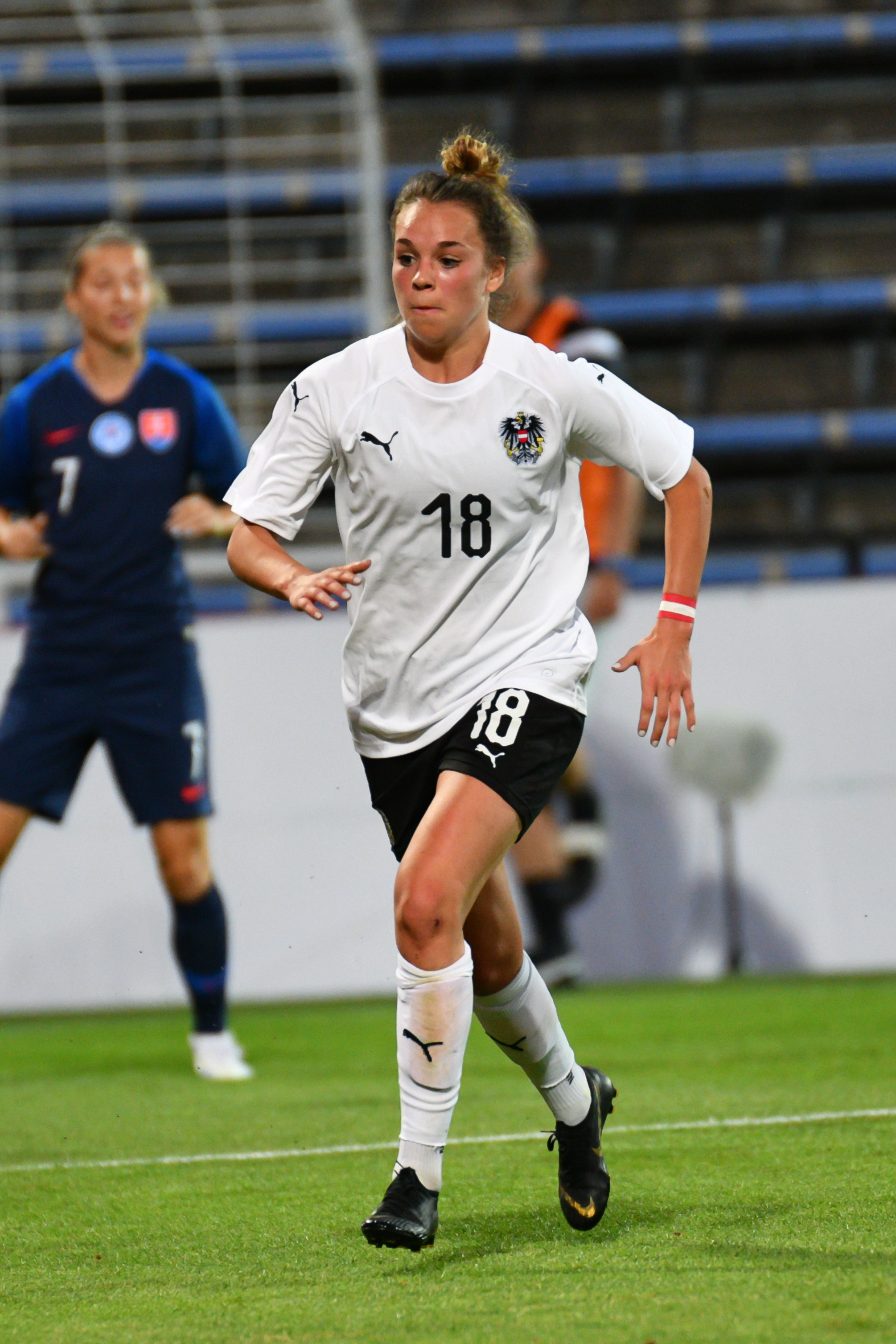
Julia Hickelsberger-Füller (* 1999)

- Hickenlooper, Andrew (1837–1904), US-amerikanischer Offizier und Politiker
- Hickenlooper, Bourke B. (1896–1971), US-amerikanischer Politiker
- Hickenlooper, George (1963–2010), US-amerikanischer Filmregisseur und Drehbuchautor
- Hickenlooper, John (* 1952), US-amerikanischer Politiker (Demokratische Partei)
- Hickersberger, Josef (* 1948), österreichischer Fußballspieler und -trainerJosef Hickersberger (* 1948)

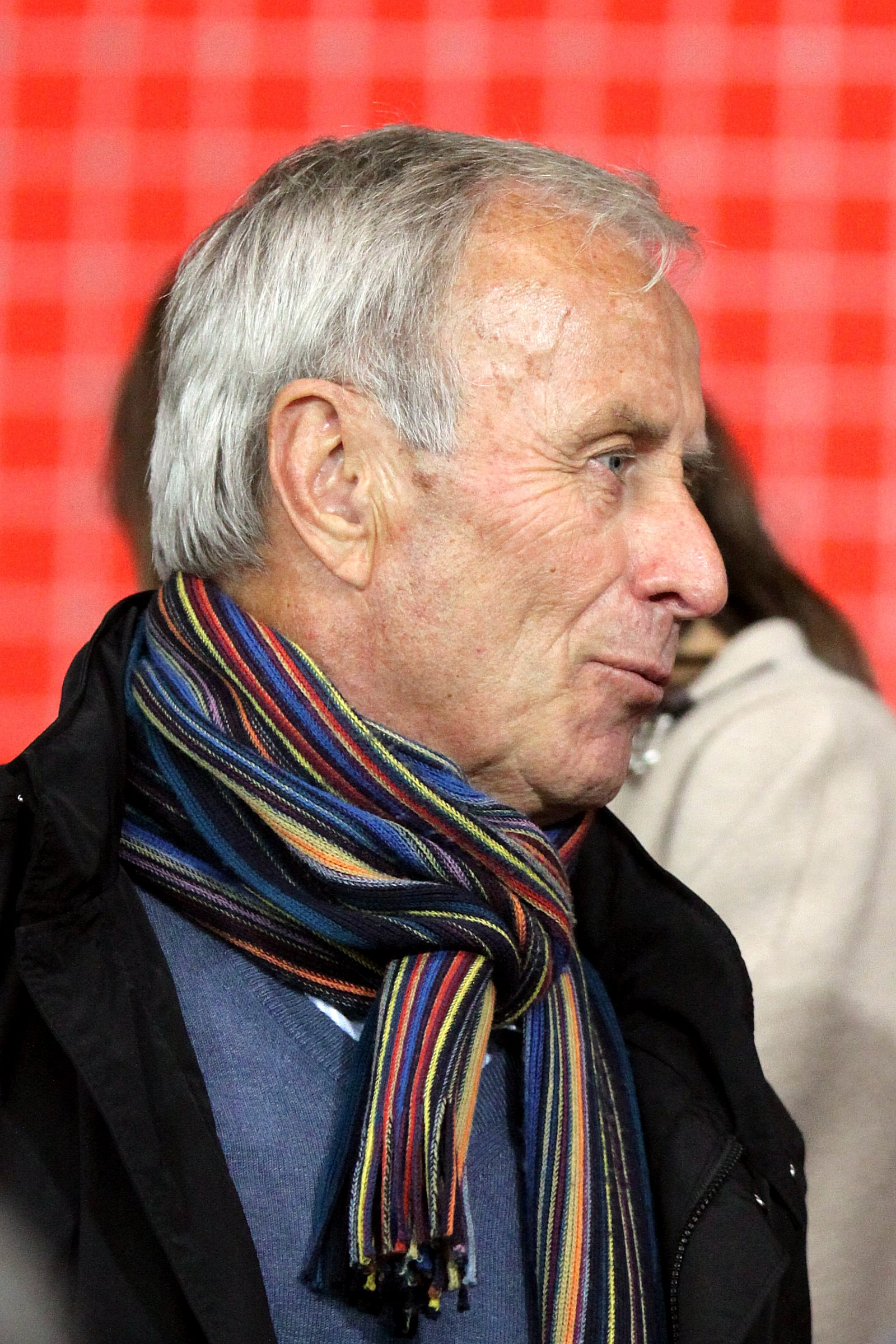
Josef Hickersberger (* 1948)

- Hickersberger, Thomas (* 1973), österreichischer Fußballspieler und -trainer
- Hickerson, Gene (1935–2008), US-amerikanischer Footballspieler
- Hickerson, Joe (* 1935), US-amerikanischer Folksänger und -forscher
- Hickerson, John D. (1898–1989), US-amerikanischer Diplomat
- Hickethier, Alexander, deutscher Politiker, MdL
- Hickethier, Knut (* 1945), deutscher Medienwissenschaftler
- Hickethier, Kurt (1891–1958), deutscher Alternativmediziner und Weiterentwickler der Antlitzanalyse („Antlitzdiagnostik“)
- Hickethier, Neil, deutscher Rock/Pop-Sänger
- Hicketts, Joe (* 1996), kanadischer Eishockeyspieler
- Hickey, Aaron (* 2002), schottischer Fußballspieler
- Hickey, Andrew J. (1872–1942), US-amerikanischer Politiker
- Hickey, Barry (* 1936), australischer Geistlicher, römisch-katholischer Erzbischof
- Hickey, Bob (* 1952), US-amerikanischer Bobfahrer
- Hickey, Christine Dwyer (* 1960), irische Schriftstellerin
- Hickey, Colin (1931–1999), australischer Eisschnellläufer
- Hickey, Doyle O. (1892–1961), US-amerikanischer Offizier, Generalleutnant der US-Army
- Hickey, Jack (* 1989), irischer Schauspieler in Film und Fernsehen
- Hickey, James Aloysius (1920–2004), US-amerikanischer Kardinal und Erzbischof von Washington
- Hickey, John Benjamin (* 1963), US-amerikanischer SchauspielerJohn Benjamin Hickey (* 1963)

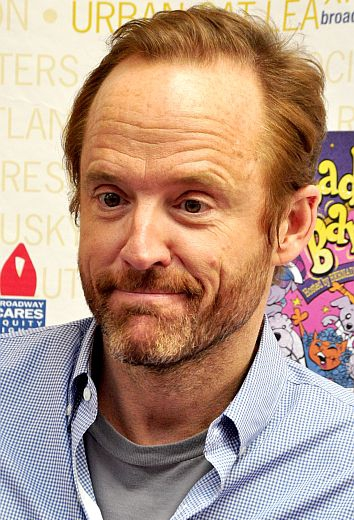
John Benjamin Hickey (* 1963)

- Hickey, John Joseph (1911–1970), US-amerikanischer Jurist und Politiker
- Hickey, Kenny (* 1966), US-amerikanischer Metal-Gitarrist
- Hickey, Máire (1938–2025), irische Benediktinerin und Äbtissin
- Hickey, Noah (* 1978), neuseeländischer Fußballspieler
- Hickey, Pat (* 1953), kanadischer Eishockeyspieler und -funktionär
- Hickey, Patrick (* 1945), irischer Geschäftsmann, Sportfunktionär und ehemaliger Judoka
- Hickey, Phil (* 1964), US-amerikanischer American-Football-Spieler und -Trainer
- Hickey, Ross (* 1987), irischer Boxer
- Hickey, Sam (* 2000), schottischer Boxer
- Hickey, Sean (* 1970), US-amerikanischer Komponist
- Hickey, Stephanie (* 1985), australische Snowboarderin
- Hickey, Thomas (* 1989), kanadischer Eishockeyspieler
- Hickey, Thomas F. (1898–1983), US-amerikanischer Generalleutnant der United States Army
- Hickey, Thomas Francis (1861–1940), US-amerikanischer Geistlicher, römisch-katholischer Bischof von Rochester
- Hickey, William (1927–1997), US-amerikanischer Schauspieler
- Hickey, William Augustine (1869–1933), US-amerikanischer Geistlicher, römisch-katholischer Bischof von Providence
- Hickfang, Oskar (1885–1926), deutscher Bauingenieur, Hochschullehrer und Industriemanager
- Hickinbottom, David, britischer Eiskunstläufer
- Hickl, Dirk (* 1965), deutscher Badmintonspieler
- Hickl, Ernst-Joachim (1931–2010), deutscher Gynäkologe und Geburtshelfer
- Hickl, Franz (1893–1934), österreichischer Polizeimajor
- Hickl, Jörg (* 1965), deutscher SchachmeisterJörg Hickl (* 1965)

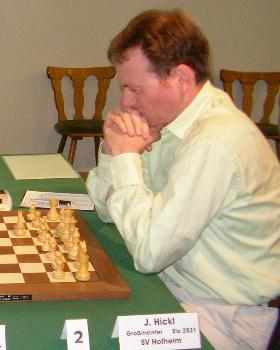
Jörg Hickl (* 1965)

- Hickl, Kurt (1913–1988), deutscher SS-Hauptscharführer in KZ Sachsenhausen
- Hickl, Stefan (* 1988), deutscher Fußballspieler
- Hickler, Nora (* 1991), deutsche Schauspielerin und Hörspielsprecherin
- Hicklin, Ashley (* 1985), englischer Singer-Songwriter
- Hicklin, Jörg (* 1932), Schweizer Bildhauer, Lichtplastiker und Fotograf
- Hickling, Antony (* 1975), anglo-französischer Schauspieler und Filmemacher
- Hickling, Tissanna (* 1998), jamaikanische Weitspringerin
- Hickman, Bill (1921–1986), US-amerikanischer Schauspieler und Stuntfahrer
- Hickman, Charlie (1935–1979), US-amerikanischer Sänger, Schauspieler und Moderator
- Hickman, Clarence (1889–1981), amerikanischer Physiker
- Hickman, Darryl (1931–2024), US-amerikanischer Schauspieler, Drehbuchautor und Produzent
- Hickman, Dwayne (1934–2022), US-amerikanischer SchauspielerDwayne Hickman (1934–2022)

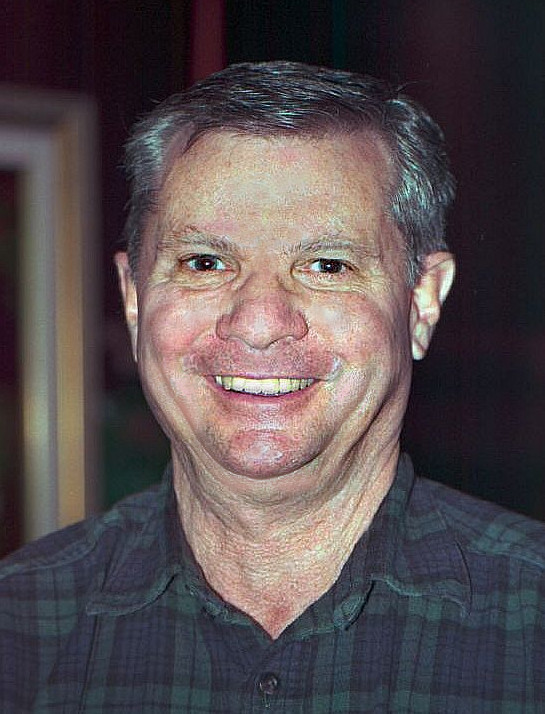
Dwayne Hickman (1934–2022)

- Hickman, Howard C. (1880–1949), US-amerikanischer Schauspieler, Regisseur und Drehbuchautor
- Hickman, James (* 1976), britischer Schwimmer
- Hickman, Jim (1937–2016), US-amerikanischer Baseballspieler
- Hickman, John (1810–1875), US-amerikanischer Politiker
- Hickman, John (1927–2001), britischer Diplomat
- Hickman, Peter (* 1987), britischer MotorradrennfahrerPeter Hickman (* 1987)

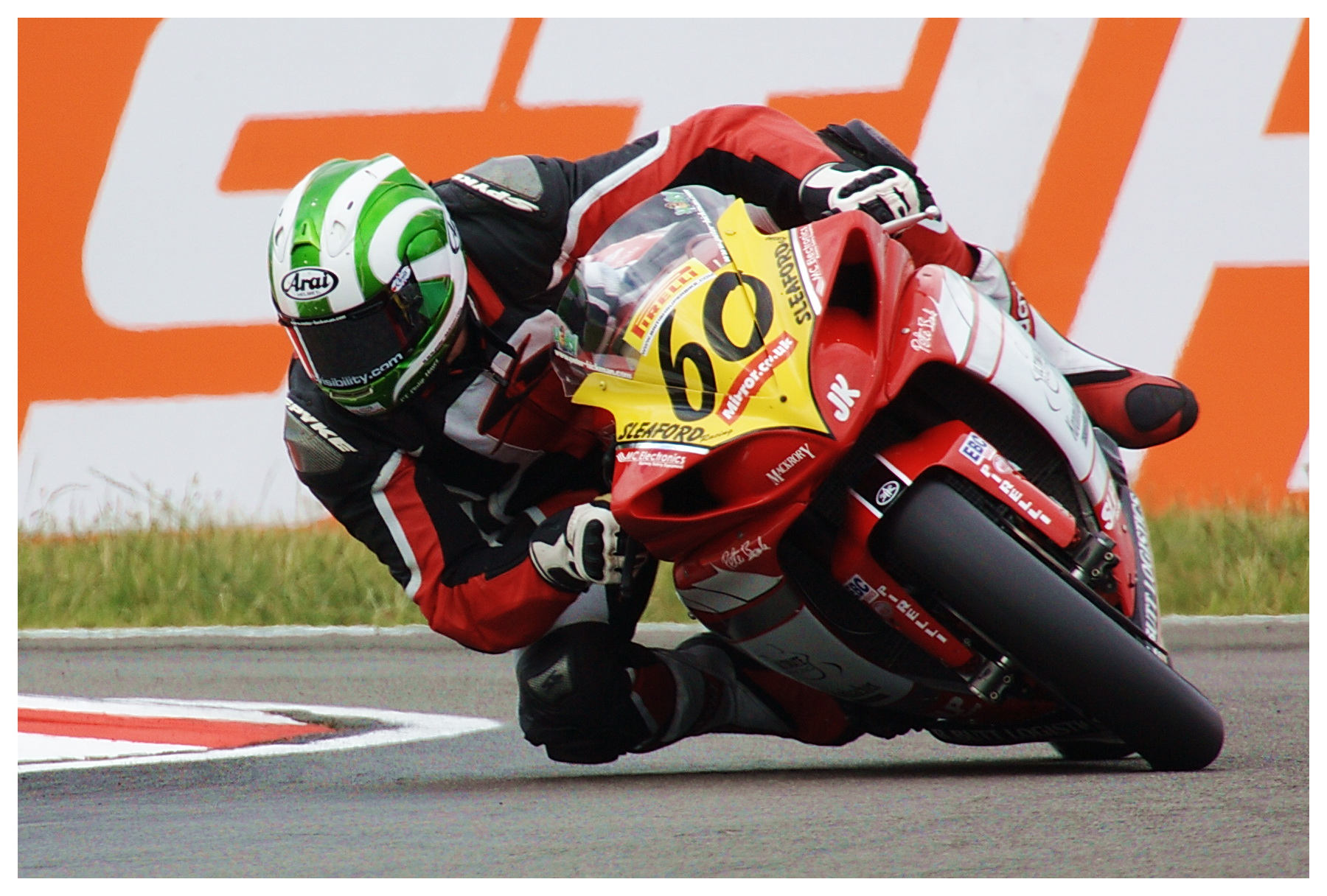
Peter Hickman (* 1987)

- Hickman, Rankin (* 1975), US-amerikanischer Filmregisseur, Drehbuchautor und Filmproduzent
- Hickman, Richard (1757–1832), US-amerikanischer Politiker
- Hickman, Ricky (* 1985), US-amerikanisch-georgischer Basketballspieler
- Hickman, Tracy (* 1955), amerikanischer Fantasy-Autor
- Hickmann Alves, Monica (* 1987), brasilianische Fußballspielerin
- Hickmann, Albin (1854–1923), deutscher Orgelbauer
- Hickmann, Ana (* 1981), brasilianisches Fotomodell
- Hickmann, Anton Leo (1834–1906), österreichischer Geograph und Statistiker
- Hickmann, Axel (* 1970), deutscher Schwimmer
- Hickmann, Ellen (1934–2017), deutsche Musikwissenschaftlerin, Schallplattenproduzentin und Hochschulprofessorin
- Hickmann, Esaias (1638–1691), deutscher Jurist und Komponist
- Hickmann, Fons Matthias (* 1966), deutscher Autor, Grafikdesigner, Typograf und Professor
- Hickmann, Franz Maria (1897–1960), österreichischer Journalist und Schriftsteller
- Hickmann, Hans (1908–1968), deutscher Musikwissenschaftler
- Hickmann, Hugo (1877–1955), deutscher Politiker (DVP, CDU), MdV
- Hickmann, Hugo Woldemar (1841–1922), evangelisch-lutherischer Pfarrer
- Hickmann, Karl (1823–1897), deutscher Orgelbauer
- Hickmann, Regina (1938–2024), deutsche Kunsthistorikerin für indische Kunst
- Hickmott, Jordan (* 1990), kanadischer Eishockeyspieler
- Hickock, Dick (1931–1965), US-amerikanischer Krimineller
- Hickok, Bill (1837–1876), US-amerikanischer WesternheldBill Hickok (1837–1876)

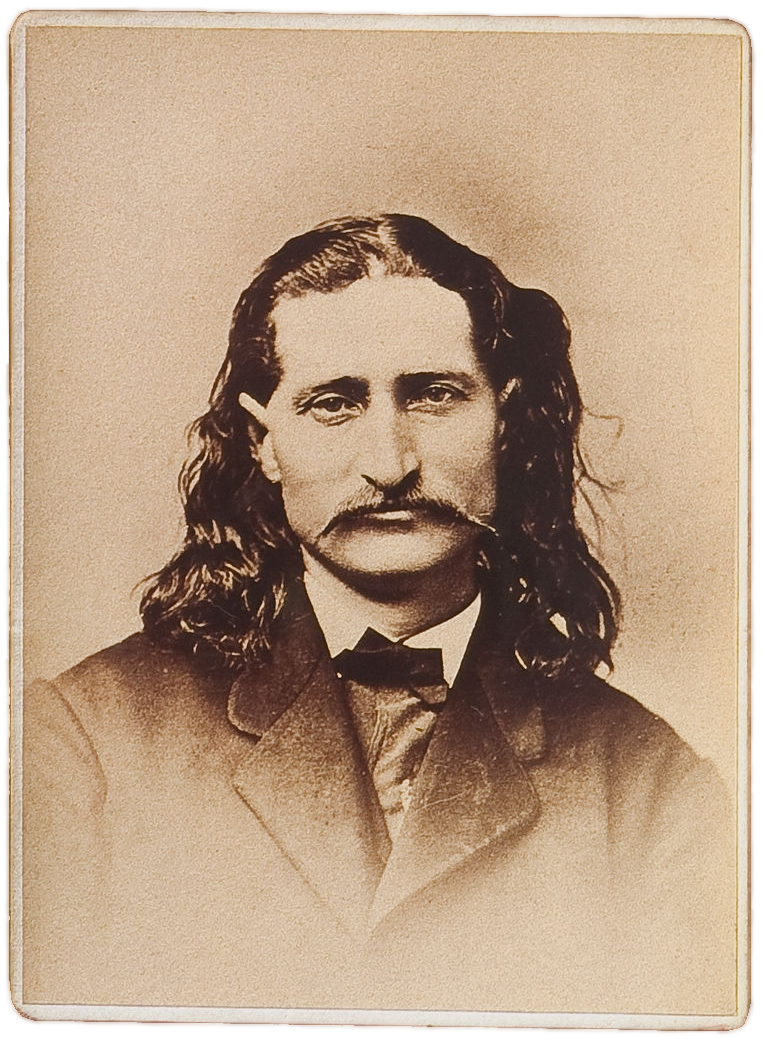
Bill Hickok (1837–1876)

- Hickok, Darrin, US-amerikanischer Schauspieler
- Hickok, Laurens Perseus (1798–1888), US-amerikanischer Philosoph
- Hickok, Lorena (1893–1968), amerikanische Journalistin
- Hickox, Anthony (1959–2023), britischer Regisseur, Schauspieler und Drehbuchautor
- Hickox, Douglas (1929–1988), britischer Filmregisseur
- Hickox, Emma E. (* 1964), britische Filmeditorin
- Hickox, James D.R. (* 1965), britischer Filmregisseur
- Hickox, Jamie (* 1964), kanadisch-englischer Squashspieler
- Hickox, Richard (1948–2008), britischer Dirigent
- Hickox, Sid (1895–1982), US-amerikanischer Kameramann
- Hicks Beach, Michael, 1. Earl St. Aldwyn (1837–1916), britischer Adliger und Politiker, Mitglied des House of Commons
- Hicks Beach, Michael, 3. Earl St. Aldwyn (* 1950), britischer Peer und Politiker
- Hicks, Adam (* 1992), US-amerikanischer Schauspieler, Rapper und Tänzer
- Hicks, Adelaide (1845–1930), neuseeländische Stewardess, Hebamme und Krankenschwester
- Hicks, Akiem (* 1989), US-amerikanischer American-Football-Spieler
- Hicks, Alex (* 1969), kanadischer Eishockeyspieler und -trainer
- Hicks, Andy (* 1973), englischer Snookerspieler
- Hicks, Annika (* 1991), kanadische Skilangläuferin
- Hicks, Beatrice (1919–1979), US-amerikanische Ingenieurin
- Hicks, Bill (1961–1994), US-amerikanischer Komiker
- Hicks, Catherine (* 1951), US-amerikanische FilmschauspielerinCatherine Hicks (* 1951)

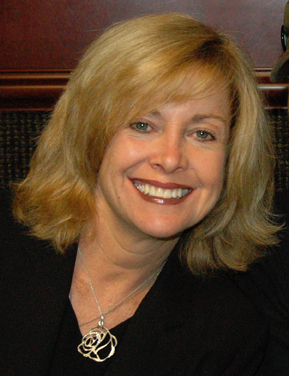
Catherine Hicks (* 1951)

- Hicks, Dave (* 1945), US-amerikanischer Skispringer
- Hicks, David (* 1988), US-amerikanischer Basketballspieler
- Hicks, Edna (1895–1925), US-amerikanische Bluessängerin
- Hicks, Edward (1780–1849), US-amerikanischer Maler
- Hicks, Elias (1748–1830), US-amerikanischer Quäker
- Hicks, Eric (* 1986), kanadischer Filmschauspieler, Filmproduzent, Filmregisseur und Model
- Hicks, Floyd (1915–1992), US-amerikanischer Politiker
- Hicks, Freddie († 1931), britischer Motorradrennfahrer
- Hicks, Frederick C. (1872–1925), US-amerikanischer Politiker
- Hicks, George (1879–1954), britischer Politiker (Labour Party) und Gewerkschaftsführer
- Hicks, George Elgar (1824–1914), englischer Maler
- Hicks, Henry (1837–1899), britischer Mediziner, Paläontologe und Geologe
- Hicks, Hinda (* 1976), britische Sängerin, Schauspielerin und Künstlerin
- Hicks, Hope (* 1988), US-amerikanische PR-Beraterin und ein ModelHope Hicks (* 1988)

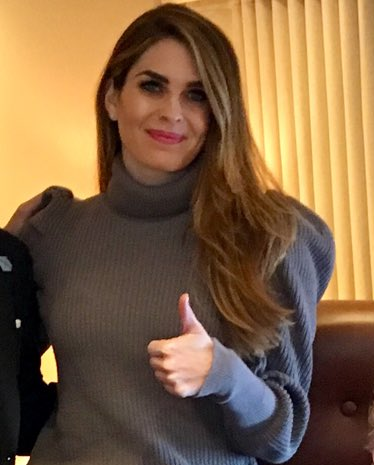
Hope Hicks (* 1988)

- Hicks, Jack, britischer Autorennfahrer
- Hicks, John (1941–2006), US-amerikanischer Jazz-Pianist
- Hicks, John R. (1904–1989), britischer Ökonom
- Hicks, Johnny (1918–1997), US-amerikanischer Country-Sänger und Moderator
- Hicks, Jordan (* 1992), US-amerikanischer American-Football-Spieler
- Hicks, Joshua (* 1991), australischer Ruderer
- Hicks, Josiah Duane (1844–1923), walisisch-amerikanischer Politiker
- Hicks, Kathleen (* 1970), US-amerikanische Politikerin und Sicherheitsexpertin
- Hicks, Kelvin (1958–2013), US-amerikanischer Basketballspieler
- Hicks, Larry (* 1958), US-amerikanischer Politiker (Republikaner)
- Hicks, Lilian (1853–1924), englisch-britische Suffragette
- Hicks, Louise Day (1916–2003), US-amerikanische Politikerin
- Hicks, Malcolm (* 1987), neuseeländischer Leichtathlet
- Hicks, Mar, Historikerin für Technologie, Gender und das moderne Europa
- Hicks, Marie (1923–2007), US-amerikanische Bürgerrechtsaktivistin
- Hicks, Michele (* 1973), US-amerikanische Schauspielerin
- Hicks, Pamela (* 1929), britische AdligePamela Hicks (* 1929)

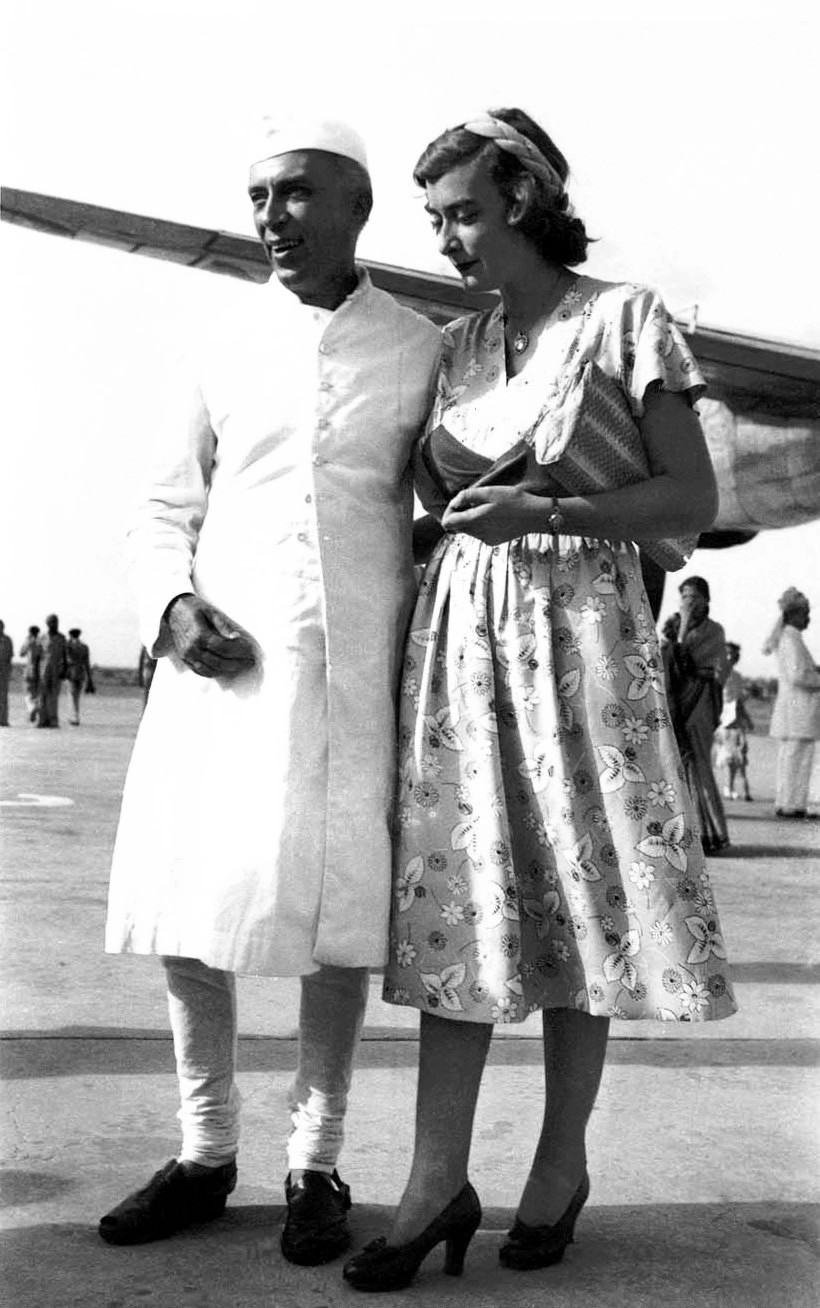
Pamela Hicks (* 1929)

- Hicks, Ray (1917–1974), britischer Radrennfahrer
- Hicks, Rivers Keith (1878–1964), kanadischer Romanist und Fremdsprachendidaktiker
- Hicks, Robert Drew (1850–1929), britischer Klassischer Philologe und Philosophiehistoriker
- Hicks, Ronald (* 1967), US-amerikanischer Geistlicher und römisch-katholischer Bischof von Joliet in Illinois
- Hicks, Rosalind (1919–2004), britische Tochter der Schriftstellerin Agatha Christie
- Hicks, Russell (1895–1957), US-amerikanischer Schauspieler
- Hicks, Sarah (* 1971), japanisch-amerikanische Dirigentin
- Hicks, Sarah (* 1978), australische Badmintonspielerin
- Hicks, Scott (* 1953), australischer Filmregisseur und Drehbuchautor
- Hicks, Seymour (1871–1949), britischer Theater- und Filmschauspieler, Schriftsteller, Drehbuchautor und Regisseur
- Hicks, Sheila (* 1934), US-amerikanische Künstlerin
- Hicks, Stephen (* 1960), amerikanisch-kanadischer Philosoph
- Hicks, Taral (* 1974), US-amerikanische R&B-Sängerin und Schauspielerin
- Hicks, Taylor (* 1976), US-amerikanischer Soulsänger, Songwriter und Musiker
- Hicks, Thomas (1823–1890), US-amerikanischer Maler
- Hicks, Thomas (1876–1952), US-amerikanischer LeichtathletThomas Hicks (1876–1952)

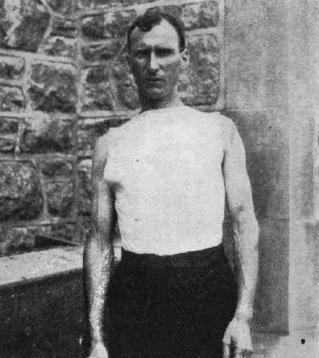
Thomas Hicks (1876–1952)

- Hicks, Thomas (1918–1992), US-amerikanischer Bobfahrer
- Hicks, Thomas Holliday (1798–1865), US-amerikanischer Politiker, Gouverneur von Maryland
- Hicks, Tom (* 1946), US-amerikanischer Unternehmer
- Hicks, Tony (1948–2006), britischer Fusion-Schlagzeuger
- Hicks, Tony (* 1994), US-amerikanischer Basketballspieler
- Hicks, Tyler (* 1969), US-amerikanischer Fotojournalist
- Hicks, Whitehead (1728–1780), Bürgermeister von New York City
- Hicks, William (1830–1883), britischer Offizier
- Hicks, William Mitchinson (1850–1934), britischer Mathematiker und Physiker
- Hicks, Wolfgang (1909–1983), deutscher Karikaturist und Illustrator
- Hickson, Dave (1929–2013), englischer Fußballspieler
- Hickson, David J. (1931–2016), britischer Wirtschaftswissenschaftler
- Hickson, J. J. (* 1988), US-amerikanischer Basketballspieler
- Hickson, Joan (1906–1998), britische Schauspielerin
- Hickson, Paul (* 1950), britisch-kanadischer Astronom
- Hickson, Samuel (* 1871), englischer Fußballspieler
- Hickson, Taylor (* 1997), kanadische SchauspielerinTaylor Hickson (* 1997)

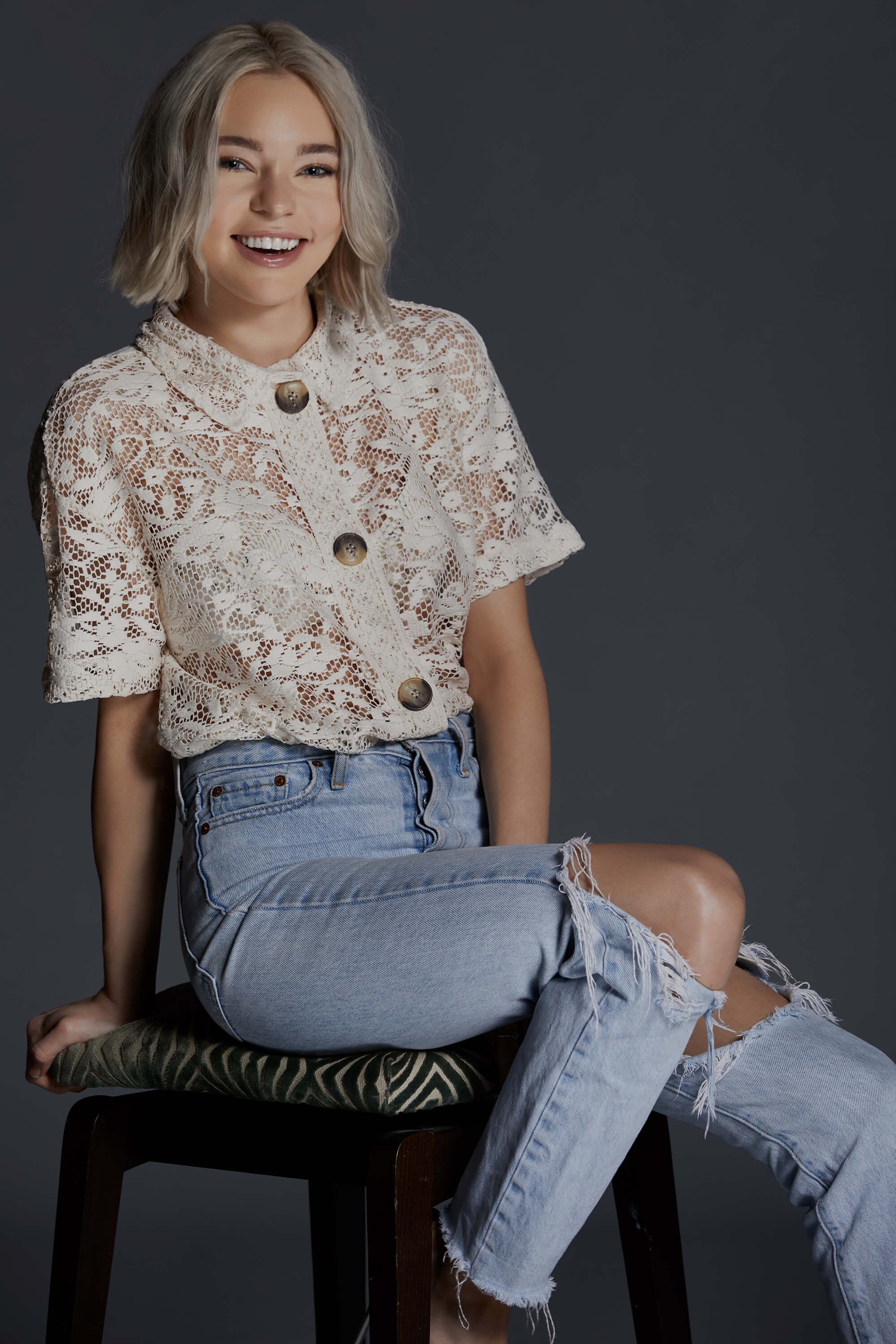
Taylor Hickson (* 1997)

- Hickton, John (* 1944), englischer Fußballspieler